# Aletis erici
Aletis erici är en fjärilsart som beskrevs av Kirby 1896. Aletis erici ingår i släktet Aletis och familjen mätare. Inga underarter finns listade i Catalogue of Life.